# Paris-Roubaix 1944
Paris-Roubaix din 1944 a fost a 42-a ediție a Paris-Roubaix, o cursă clasică de ciclism de o zi din Franța. Evenimentul a avut loc pe 9 aprilie 1944 și s-a desfășurat pe o distanță de 246 de kilometri de la Paris până la velodromul din Roubaix. Câștigătorul a fost Maurice Desimpelaere din Belgia.

## Rezultate
| Loc | Ciclist                    | Timp       |
| --- | -------------------------- | ---------- |
| 1   | Maurice Desimpelaere (BEL) | 6h 09' 57" |
| 2   | Jules Rossi (ITA)          | +0' 00"    |
| 3   | Louis Thiétard (FRA)       | +0' 00"    |
| 4   | Raymond Goussot (FRA)      | +0' 00"    |
| 5   | Georges Claes (BEL)        | +0' 00"    |
| 6   | Emiel Faignaert (BEL)      | +0' 00"    |
| 7   | Alvaro Giorgetti (ITA)     | +0' 00"    |
| 8   | Amédée Rolland (FRA)       | +0' 00"    |
| 9   | Manuel Huguet (FRA)        | +0' 00"    |
| 10  | Lucien Vlaemynck (FRA)     | +0' 00"    |